# Polycarpaea violacea
Polycarpaea violacea är en nejlikväxtart som först beskrevs av C. Martius, och fick sitt nu gällande namn av George Bentham. Polycarpaea violacea ingår i släktet Polycarpaea och familjen nejlikväxter. Inga underarter finns listade i Catalogue of Life.